# (100027) Hannaharendt
(100027) Hannaharendt – planetoida z pasa głównego asteroid okrążająca Słońce w ciągu 3,76 lat w średniej odległości 2,42 j.a. Odkryli ją Freimut Börngen i Lutz Schmadel 12 października 1990 roku w Obserwatorium Karla Schwarzschilda w Tautenburgu. Została nazwana na cześć Hannah Arendt.